# 特別区人事・厚生事務組合
特別区人事・厚生事務組合（とくべつくじんじ・こうせいじむくみあい）は、東京都特別区に存在する一部事務組合の一つである。

## 概要
地方自治法第284条第1項に基づく一部事務組合として昭和26年8月10日に設立された。特別区職員の採用試験や共同研修、生活保護法や社会福祉法に定める施設の管理・運営などの共同事務を行っている。
本庁は千代田区飯田橋の東京区政会館にある。
平成24年時点での職員数は240人、予算は約88億円、組合管理者は西川太一郎（荒川区長）である。

## 組織
- 総務部
  - 総務課
  - 企画財政課
- 人事企画部
  - 調査課
  - 勤労課
- 法務部
- 厚生部
  - 業務課
  - 自立支援課
- 特別区職員研修所
  - 管理課
  - 教務課
- 会計室
- 監査委員事務局
- 公平委員会事務局
- 特別区人事委員会事務局
  - 公平課
  - 任用課
  - 給与課
  - 試験研究室
- 教育委員会事務局
  - 人事企画課
  - 労務課